# Pediasia steppicolellus
Pediasia steppicolellus là một loài bướm đêm trong họ Crambidae.